# 伊圖里薩市

伊圖里薩市（西班牙語：Municipio Iturriza），是委內瑞拉的一個市，位於該國西北部法爾孔州，首府設於奇奇里維切，面積907平方公里，2011年人口18,960，人口密度為每平方公里20.9人。